# Sirkeli
Sirkeli ist ein Ortsteil im Stadtbezirk Ceyhan der türkischen Provinz Adana mit 416 Einwohnern (Stand: Ende 2024). Sirkeli liegt am Südufer des Ceyhan, an der früheren Straße von Adana nach Ceyhan, etwa sechs Kilometer südwestlich der Kreisstadt.
Etwa einen Kilometer nordwestlich des Ortes liegt am Ceyhanufer der Siedlungshügel Sirkeli Höyük, eine archäologische Fundstätte mit einem bemerkenswerten Relief des hethitischen Großkönigs Muwatalli II.